# Euspilotus parenthesis
Euspilotus parenthesis är en skalbaggsart som först beskrevs av Schmidt 1890.  Euspilotus parenthesis ingår i släktet Euspilotus och familjen stumpbaggar. Inga underarter finns listade i Catalogue of Life.